# Vladimír Dlouhý (Schauspieler)

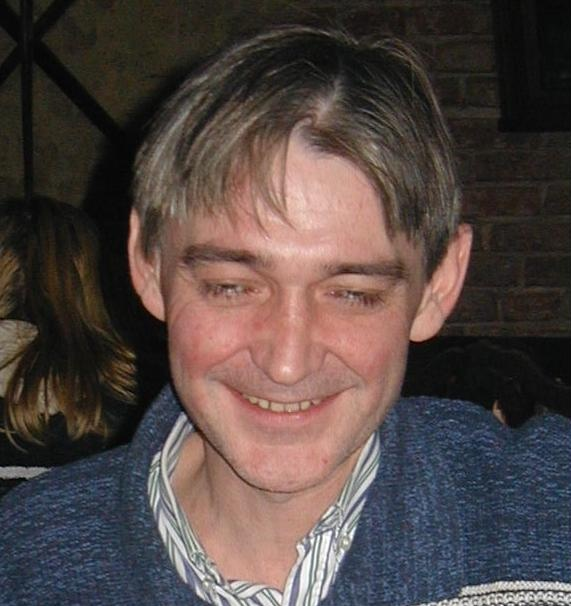
Vladimír Dlouhý (2008)

Vladimír Dlouhý (* 10. Juni 1958 in Prag; † 20. Juni 2010 ebenda) war ein tschechischer Schauspieler.
In Deutschland wurde Vladimír Dlouhý vor allem durch seine Rolle als Peter Maier in den Fernsehreihen Die Märchenbraut und Die Rückkehr der Märchenbraut bekannt. Sein jüngerer Bruder ist der Schauspieler Michal Dlouhý. Vladimír Dlouhý starb im Alter von 52 Jahren an Krebs.

## Filmografie
- 1970: Und wieder spring’ ich über Pfützen (Už zase skáču přes kaluže)
- 1973: Das Hundekommando (Počkám, až zabiješ)
- 1974: Fräulein Robinson (Robinsonka)
- 1974: Jirka lässt die Puppen tanzen (Kvočny a král)
- 1976: Die Insel der Silberreiher (Ostrov stříbrnych volavek)
- 1977: Hopp …! Und ein Menschenaffe ist da (Hhop…! a je tu lidoop)
- 1979–1981: Die Märchenbraut (Arabela, Fernsehreihe)
- 1980: Das Rätsel der leeren Urne (Něco je ve vzduchu)
- 1983: Der letzte Zug (Poslední vlak)
- 1984: Mit dem Teufel ist nicht gut spaßen (S čerty nejsou žerty)
- 1989: Wir bleiben treu
- 1990: Auf verschlungenen Wegen (Křižová vazba)
- 1990–1993: Die Rückkehr der Märchenbraut (Arabela se vrací, Fernsehreihe)
- 2008: Wächter Nr. 47 (Hlídac C. 47)
- 2010: Akte Kajínek (Kajínek)

## Auszeichnungen
Český lev (Böhmischer Löwe):
- 1997: Nominierung als  Bester Nebendarsteller für Bumerang
- 2008: Auszeichnung als Bester Nebendarsteller für Wächter Nr. 47 (Hlídac C. 47)
- 2010: Auszeichnung als Bester Nebendarsteller für Akte Kajinek (posthum)